# Stredný tok Bodvy
Stredný tok Bodvy este o arie protejată (arie specială de conservare — SAC, sit de importanță comunitară — SCI) din Slovacia întinsă pe o suprafață de 51,27 ha, integral pe uscat.

## Localizare
Centrul sitului Stredný tok Bodvy este situat la coordonatele 48°35′01″N 20°53′46″E / 48.583538°N 20.896162°E.

## Înființare
Situl Stredný tok Bodvy a fost declarat sit de importanță comunitară în septembrie 2017 pentru a proteja 7 specii de animale. Situl a fost protejat și ca arie specială de conservare în octombrie 2017.

## Biodiversitate
Situată în ecoregiunile alpină și panonică, aria protejată nu include niciun habitat protejat.
La baza desemnării sitului se află mai multe specii protejate de  pești (7): Barbus meridionalis, boarță (Rhodeus sericeus amarus), Romanogobio albipinnatus, porcușor de nisip (Romanogobio kesslerii), porcușor de vad (Romanogobio uranoscopus), dunăriță (Sabanejewia aurata), fusar (Zingel streber).